# Witold Sułkowski
Witold Sułkowski (ur. 10 września 1943 w Warszawie, zm. 22 kwietnia 2003 w Łodzi) – polski poeta, działacz opozycyjny w PRL, dziennikarz.

## Życiorys

### Działalność publiczna
Studiował polonistykę na Uniwersytecie Łódzkim. W marcu 1968 brał udział w protestach studenckich, został zawieszony w prawach studenta (był wówczas studentem V roku). Podjął pracę jako korektor w Łódzkiej Drukarni Dziełowej. Od 1969 należał do organizacji „Ruch”, został aresztowany w lipcu 1970, zwolniony bez procesu w lutym 1971. W 1972 podjął przerwane studia, od 1972 do 1974 był kierownikiem literackim łódzkiego teatru Studio Prób. Od 1974 do 1976 pracował w dziale informacji i wydawnictw Łódzkiego Domu Kultury. Był sygnatariuszem jednego z listów przeciwko zmianom w Konstytucji PRL z grudnia 1975, stracił pracę, następnie pracował jako bibliotekarz. Był współpracownikiem Komitetu Obrony Robotników i Komitetu Samoobrony Społecznej „KOR”. We wrześniu 1977 podpisał Deklarację Ruchu Demokratycznego – dokument programowy opozycji korowskiej. Jesienią 1977 był jednym z założycieli, a następnie redaktorem i autorem pisma „Puls”. Jego łódzkie mieszkanie było miejscem spotkań niezależnych artystów i opozycjonistów. Należał do twórców Niezależnego Klubu Dyskusyjnego w Łodzi, działającego od października 1977 do 1980 (pomimo zakazu władz z lutego 1978). W 1980 został członkiem NSZZ „Solidarność”, od września 1980 był członkiem redakcji pisma „Solidarność z Gdańskiem”, krytycznego wobec lokalnych władz „Solidarności”. W maju 1981 wszedł w skład Zarządu Regionu NSZZ „Solidarność” Ziemia Łódzka. Od 13 grudnia 1981 do 2 sierpnia 1982 był internowany w Łęczycy i Łowiczu. Po zwolnieniu wyemigrował do USA. Następnie należał do redakcji emigracyjnej kontynuacji „Pulsu” (do 1983), a od 1984 pracował w rozgłośni Głos Ameryki, współredagował pismo „2B (To Be)” (1993–2000). Po likwidacji sekcji polskiej Głosu Ameryki w 1999, pracował w sekcji rosyjskiej jako inżynier dźwięku. Zmarł w Polsce, podczas uropu.

### Poezja
Debiutował jako poeta na łamach „Więzi” w 1970, w 1976 wydał w Instytucie Literackim tom prozy poetyckiej Szkoła zdobywców, regularnie publikował w „Pulsie”. Zaliczany był do tzw. Nowej Fali. Od 2006 Oddział Łódzki Stowarzyszenia Pisarzy Polskich organizuje konkurs poetycki jego imienia.
W 2001 został odznaczony Złotym Krzyżem Zasługi (M.P. z 16.02.2001 poz. 98), a w 2006 pośmiertnie Krzyżem Oficerskim Orderu Odrodzenia Polski (M.P. z 24.11.2006 poz. 848).
Jego siostrą była Ewa Sułkowska-Bierezin.
Pochowany na cmentarzu rzymskokatolickim Doły w Łodzi (kw. 34, rz. 6, grób 13).